# Гогич, Горан
Го́ран Го́гич (серб. Горан Гогић / Goran Gogić; 24 апреля 1986, Врбас, САК Воеводина — 3 июля 2015, Циндао, Китай) — сербский футболист, полузащитник.

## Биография
Начинал заниматься футболом в команде «Црвена Звезда». Его первым профессиональным клубом было «Единство» из города Уб. Там он играл на протяжении двух лет, забив 2 гола в 50 матчах. После он выступал за «Чукарички», всего за клуб он провёл 20 матчей и забил 2 гола. Зимой 2007 года Гогич перешёл в крушевацкий «Напредак». В сезоне 2006/07 вместе с командой вышел в Суперлигу Сербии, заняв 3-е место в Первой лиге Сербии. Всего за «Напредак» он провёл 45 матчей в которых забил 2 гола.
Летом 2009 года перешёл в «Явор» из Иваницы. Зимой 2011 года был на просмотре в симферопольской «Таврии» вместе со своим одноклубником из «Явора» Дамиром Кахриманом, однако клубу не подошёл. В августе 2011 года перешёл в «Ягодину» в статусе свободного агента. В 2013 году играл в матчах против казанского «Рубина» во втором отборочном раунде Лиги Европы. Тем же летом перешёл в «Црвену Звезду». Участник первого матча на «Открытие Арене» против «Спартака» (1:1). В январе 2015 перешёл в китайский «Циндао Хайню».

### Смерть
3 июля 2015 года Гогичу стало плохо в клубном автобусе после тренировки «Циндао Хайню». Умер в больнице в тот же день в 22:25 по местному времени.
Похоронен в городе Кула.

## Достижения

### Командные
«Напредак» Крушевац
Бронзовый призёр Первой лиги Сербии:
- 2006/07

«Ягодина»
Обладатель Кубка Сербии:
- 2012/13

«Црвена Звезда»
Чемпион Сербии:
- 2013/14